# Lucy Davis
Lucy Davis (ur. 2 stycznia 1973 r. w Solihull w Wielkiej Brytanii) – brytyjska aktorka filmowa i telewizyjna.